# محسن أباد (سراب)
محسن‌ أباد هي قرية في مقاطعة سراب، إيران. عدد سكان هذه القرية هو 338 في سنة 2006.